# Thác Bay
Thác Bay là thác ở xã Ea Sô huyện Ea Kar tỉnh Đắk Lắk..

## Đặc điểm
Đây là một thắng cảnh đẹp, hoang sơ giữa núi rừng của Khu bảo tồn thiên nhiên Ea Sô, nằm cách trụ sở Ban quản lý khu bảo tồn khoảng 15 km, thuộc phân khu bảo vệ nghiêm ngặt của khu bảo tồn.
Thác được hình thành trên một dòng suối nhỏ hiền hòa trong mùa khô nhưng hung dữ vào mùa mưa, nằm hoang sơ giữa những cây rừng thuộc họ có rễ phụ đan kín trông rất lạ mắt. Thác với cột nước đổ trên cao khoảng 20 m đổ xuống một mặt hồ rộng và sâu, tung bọt trắng xóa rồi trở về lại với dòng chảy hiền hòa, uốn lượn giữa đại ngàn Ea Sô xanh thẳm.

## Điểm Du lịch
So với các thác nước khác của Đắk Lắk như thác Gia Long, thác Krông Kmar... thác Bay ít được mọi người biết đến do không thuận tiện về đường đi lại và nằm trong khu Bảo tồn nên việc khai thác du lịch còn đang rất hạn chế, nhưng đây lại chính là điểm mạnh của thác Bay; vì đến với thác Bay, du khách sẽ được thưởng ngoạn một thắng cảnh hoàn toàn còn hoang dã và được trở về với thiên nhiên thật trọn vẹn.

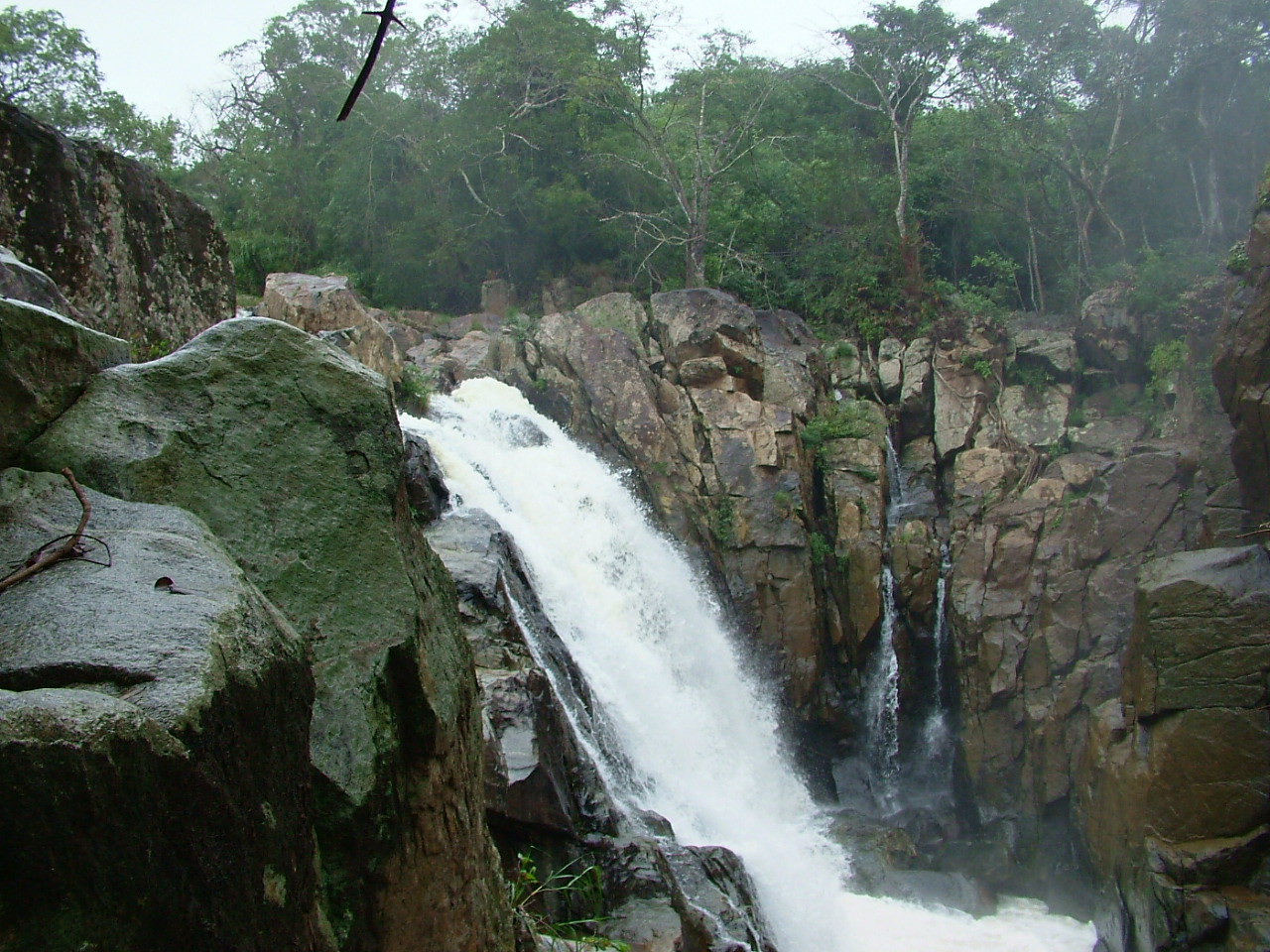
Thác Bay ở Ea Sô.
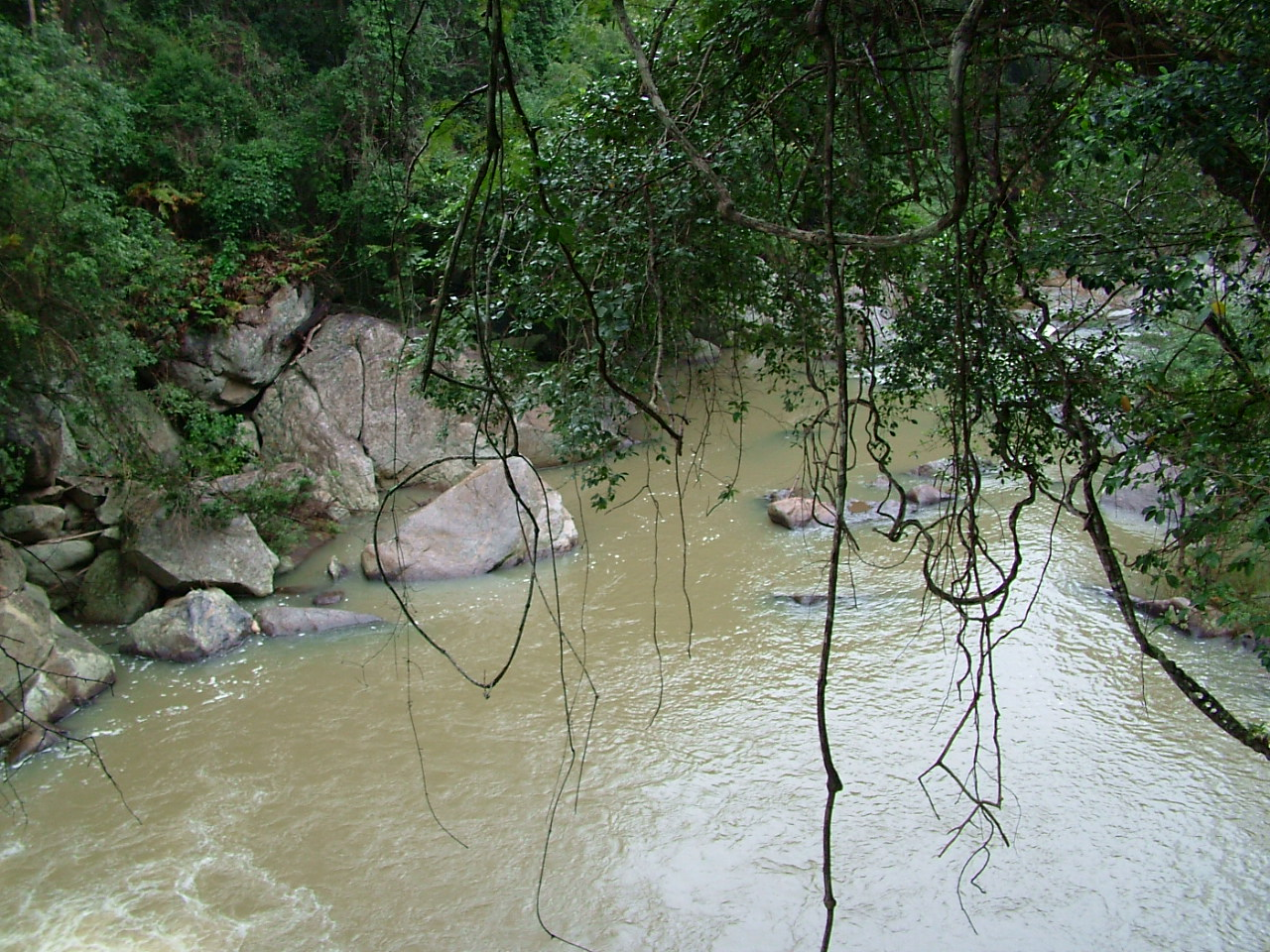
Thác Bay ở Ea Sô.
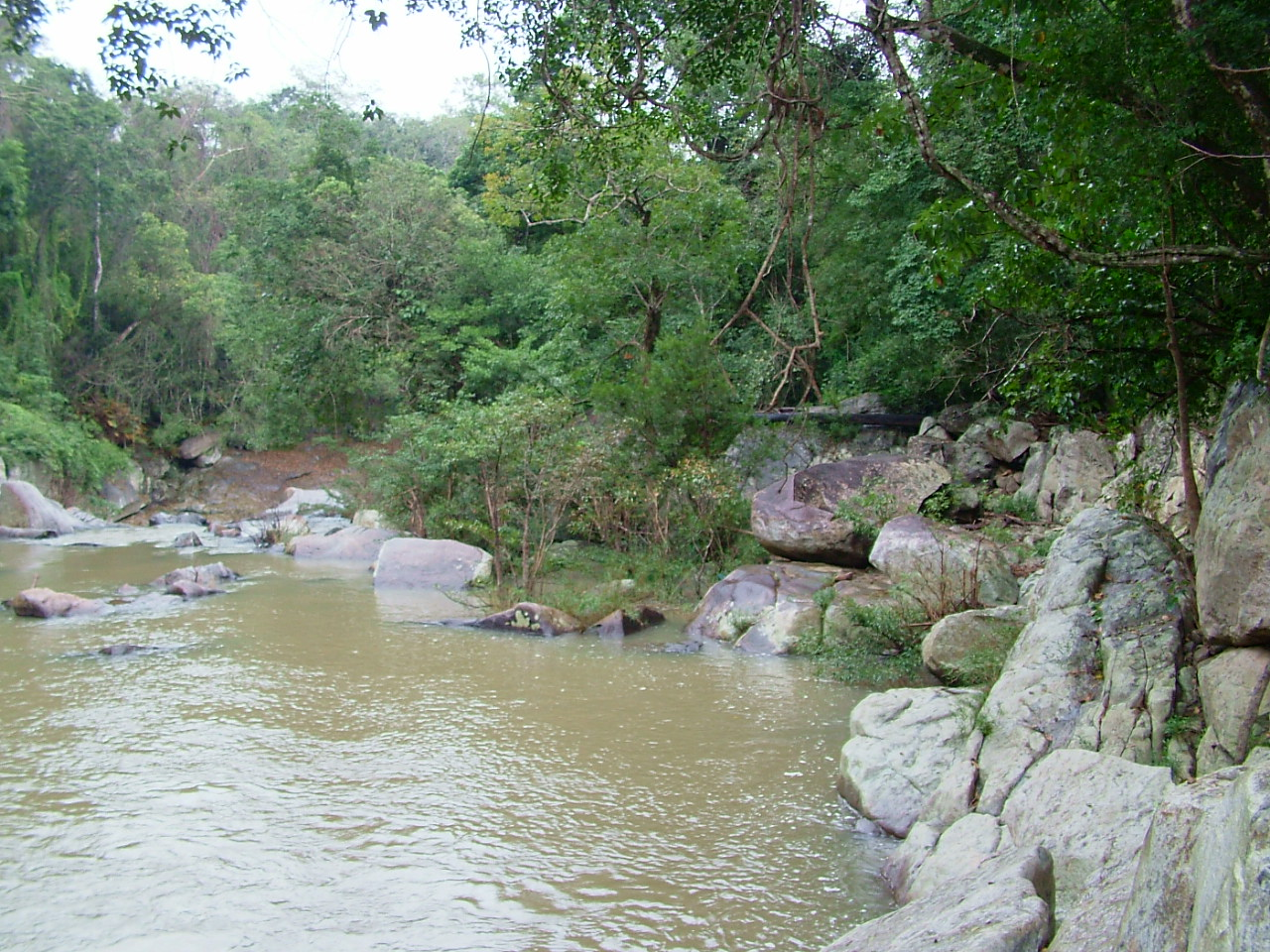
Thác Bay ở Ea Sô.
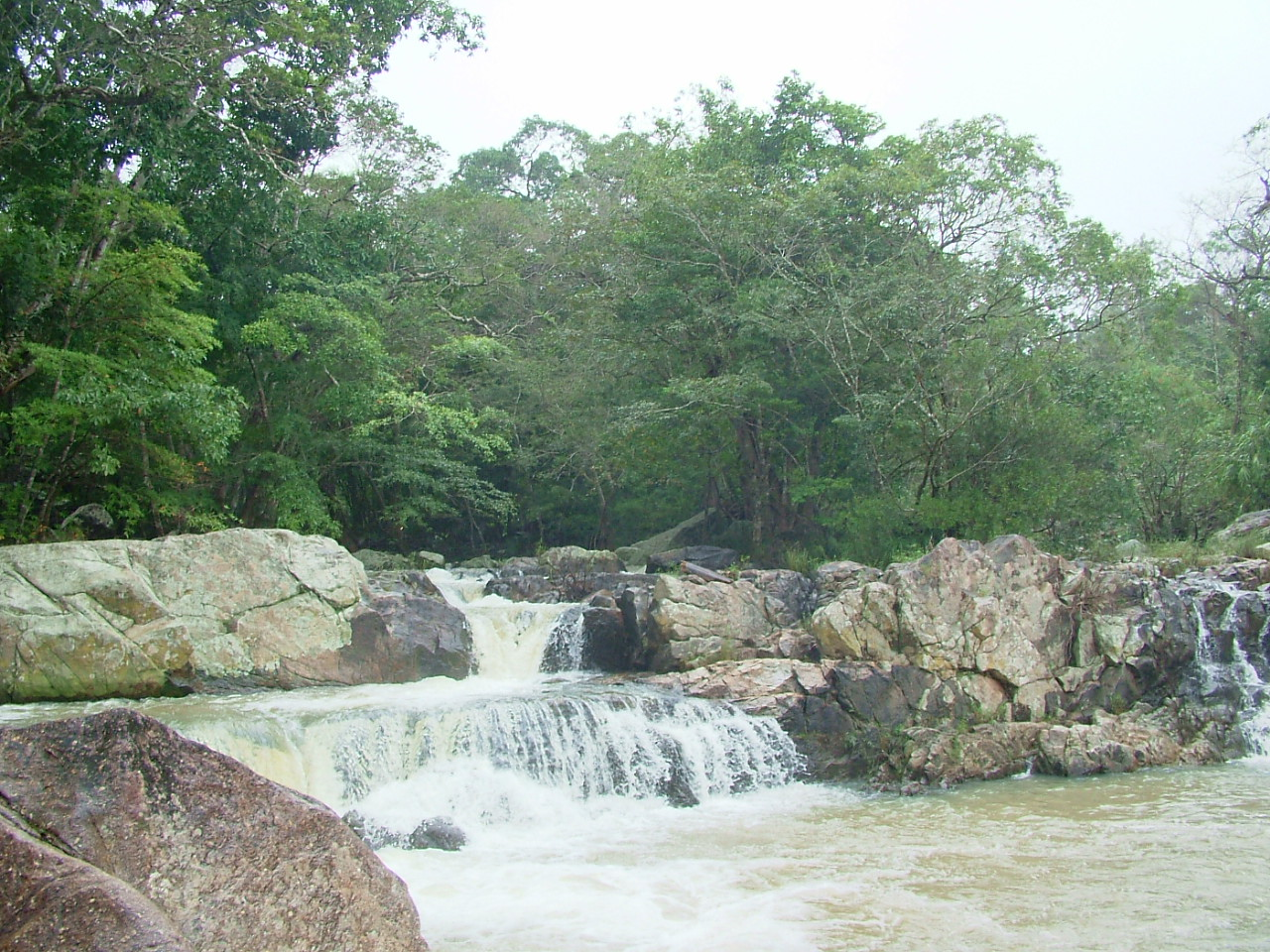
Thác Bay ở Ea Sô.